# Bad 25
Bad 25 è un album realizzato come edizione speciale per celebrare il 25º anniversario dell'uscita dell'album Bad (1987) del cantante statunitense Michael Jackson, pubblicato il 18 settembre 2012. È il secondo album di Michael Jackson a essere ripubblicato in un'edizione per il 25º anniversario dopo Thriller 25.
Ha fatturato in totale circa 600 000 copie di cui 100.000 in Giappone e 10.000 in Polonia, entrambi Paesi dove è stato certificato disco d'oro. L'album ha raggiunto la posizione numero 1 nelle classifiche negli Stati Uniti e in Italia.

## Contenuti
Insieme all'album originale, Bad 25 contiene un CD extra con alcune canzoni inedite e demo registrate durante l'era Bad oltre ad alcuni nuovi remix, mentre l'edizione deluxe contiene anche un CD e un DVD live con un'esibizione di Jackson al Wembley Stadium durante il suo tour mondiale Bad World Tour. Il solo DVD è uscito poi lo stesso anno in formato singolo col titolo Michael Jackson Live at Wembley July 16, 1988.

## Promozione
In occasione dell'uscita dell'album, la Pepsi Cola, che aveva collaborato negli anni '80 e nei primi '90 con l'artista, è tornata a collaborare con i suoi eredi promuovendo il 25º anniversario di Bad con un nuovo spot celebrativo e stampando un miliardo di lattine Pepsi con un'immagine di Jackson tratta dal video di Smooth Criminal.
L'Estate of Michael Jackson (la società che gestisce l'eredità del cantante) e la Sony Music commissionarono inoltre uno speciale documentario al regista statunitense Spike Lee, intitolato anch'esso Bad 25, che venne presentato fuori concorso alla 69ª Mostra Internazionale del Cinema di Venezia.

## Edizioni
L'album è stato pubblicato in dieci diversi formati:
- Standard Edition: 2 CD, il primo è il disco originale restaurato mentre il secondo è una raccolta di inediti e remix dell'album.
- Deluxe Edition: 3 CD + 1 DVD, i primi due sono gli stessi dell'edizione Standard, mentre il terzo CD e il DVD contengono Michael Jackson Live at Wembley July 16, 1988, concerto di Jackson al Wembley Stadium di Londra del 1988.
- Deluxe collector's Edition: 3 CD + 1 DVD + una t-shirt del Bad World Tour ed alcuni libretti sul tour.
- 180g 3 vinyl LP set: 3 dischi in vinile da 180 grammi contenenti una speciale copertina e l'album Bad originale ri-masterizzato + tutti i brani del disco 2 dell'edizione 2 CD.[8]
- Picture Vinyl: l'album originale in vinile in formato picture disc.
- Wal-Mart exclusive: 2 CD + una t-shirt esclusiva.
- Target exclusive: 2 CD + 1 DVD, gli stessi due CD dell'edizione Standard e il DVD contenente tutti i video musicali dell'album Bad.
- HMV exclusive: 4 CD + 1 DVD. Comprende tutto il materiale incluso nella Deluxe Edition ed in aggiunta il CD singolo Bad (Afrojack Remix) (DJ Buddha Edit).
- iTunes exclusive: 3 CD (come la Deluxe ma senza il DVD) + il videoclip di Bad.
- Japan exclusive: le edizioni Standard e Deluxe + la bonus track Bad (Live at Yokohama Stadium September 1987).

## Tracce

### Standard Edition
Testi e musiche di Michael Jackson, eccetto dove indicato
CD 1 (Bad, album originale rimasterizzato)
1. Bad – 4:07
2. The Way You Make Me Feel – 4:59
3. Speed Demon – 4:04
4. Liberian Girl – 3:49
5. Just Good Friends (feat. Stevie Wonder) – 4:07 (Terry Britten, Graham Lyle)
6. Another Part of Me – 3:55
7. Man in the Mirror – 5:18 (Glen Ballard, Siedah Garrett)
8. I Just Can't Stop Loving You (feat. Siedah Garrett) – 4:10
9. Dirty Diana – 4:42
10. Smooth Criminal – 4:18
11. Leave Me Alone – 4:40

CD 2 (inediti, demo e remix)
1. Don't Be Messin' 'Round – 4:20
2. I'm So Blue – 4:09
3. Song Groove (a.k.a. Abortion Papers) – 4:28
4. Free – 4:27
5. Price of Fame – 4:35
6. Al Capone – 3:36
7. Streetwalker – 5:55
8. Fly Away – 3:28
9. Todo Mi Amor Eres Tu (I Just Can't Stop Loving You) (feat. Siedah Garrett) (Spanish Version) – 4:11
10. Je Ne Veux Pas La Fin De Nous (I Just Can't Stop Loving You) (feat. Christine "Coco" Decroix) (French Version) – 4:07
11. Bad (feat. Pitbull) (Afrojack Remix) (DJ Buddha Edit) – 4:30
12. Speed Demon (Nero Remix) – 4:13
13. Bad (Afrojack Remix) (Club Mix) – 7:35
14. Bad (Live al Yokohama Stadium, 1987) – 4:41 – Disponibile solo nell'edizione giapponese

- Le tracce 7, 8 e 9 furono precedentemente incluse nell'edizione speciale del 2001 dell'album Bad.

### Deluxe Edition
CD 3 (Michael Jackson Live at Wembley July 16, 1988)
1. Wanna Be Startin' Somethin' – 5:18
2. This Place Hotel (a.k.a. Heartbreak Hotel) – 4:56 – brano dei Jacksons
3. Another Part of Me – 4:03
4. I Just Can't Stop Loving You (feat. Sheryl Crow) – 4:23
5. She's Out of My Life – 3:16 (Tom Bahler)
6. The Jackson 5 Medley – 5:06 (The Corporation) – brano dei Jackson 5
7. Rock with You – 4:05 (Rod Temperton)
8. Human Nature – 4:29 (John Bettis, Steve Porcaro)
9. Smooth Criminal – 4:41
10. Dirty Diana – 5:01
11. Thriller – 4:28 (Rod Temperton)
12. Workin' Day and Night – 5:55
13. Beat It – 5:44
14. Billie Jean – 5:39
15. Bad – 4:28
16. Man in the Mirror – 6:22 (Glen Ballard, Siedah Garrett)

DVD (Michael Jackson Live at Wembley July 16, 1988)
1. Introduzione – 1:47 – (con immagini dell'incontro tra Michael Jackson e la principessa Diana e il principe Carlo)
2. Wanna Be Startin' Somethin' – 6:32
3. This Place Hotel (a.k.a. Heartbreak Hotel) – 4:43 – 
brano dei Jacksons
4. Another Part of Me – 4:24
5. I Just Can't Stop Loving You (feat. Sheryl Crow) – 4:55
6. She's Out of My Life – 3:53 (Tom Bahler)
7. The Jackson 5 Medley – 7:17 (The Corporation) – brano dei Jackson 5
8. Rock with You – 4:23 (Rod Temperton)
9. Human Nature – 5:12 (John Bettis, Steve Porcaro)
10. Smooth Criminal – 6:24
11. Dirty Diana – 6:24
12. Thriller – 5:28 (Rod Temperton)
13. Bad Groove (The Band Jam Section) – 13:53
14. Workin' Day and Night – 7:59
15. Beat It – 6:45
16. Billie Jean – 8:36
17. Bad – 10:06
18. Man in the Mirror – 9:26 (Glen Ballard, Siedah Garrett)

Tracce bonus
1. The Way You Make Me Feel  (live al Wembley Stadium, 15 luglio 1988) – 5:23
2. I Just Can't Stop Loving You (feat. Sheryl Crow) / Bad (live al Yokohama Stadium, 26 settembre 1987) – 11:24

### Target Exclusive
DVD (Bad music videos)
1. Bad (short version) – 4:21
2. The Way You Make Me Feel (long version) – 9:24
3. Man in the Mirror – 5:03
4. Dirty Diana – 5:05
5. Smooth Criminal (short version) – 4:12
6. Another Part of Me – 4:45
7. Speed Demon – 10:08
8. Leave Me Alone – 4:36
9. Liberian Girl – 5:34